# Kontrolna teorija
Kontrolna teorija je teorija, ki opisuje model ciljno usmerjenega vedenja. Gre za izrazito procesno teorijo, ki temelji na principih negativne povratne zanke. Predpostavlja, da posameznik primerja želeno vedenje s trenutnim in ga na podlagi tega prilagaja. Prilagajanje vedenja poteka z namenom doseganja ujemanja med trenutnim in želenim vedenjem.

## Kratek zgodovinski pregled
Za razliko od drugih teorij motivacije, je kontrolna teorija oblikovana na podlagi delovanja mehanskih procesov, ki so značilni za strojništvo. Moderna kontrolna teorija izvira iz Wienerjeve kibernetike iz leta 1948, konceptualno se nanaša tudi na Platona. Sprva je bila omenjena teorija aplicirana na fizični sistem, kasneje pa se je začela uporabljati tudi v povezavi s človekovim življenjem. Kontrolna teorija povezuje mnogo disciplin kot so antropologija, biologija, elektronski inženiring, matematika, nevropsihologija in tudi psihologija. Pri tej teoriji je pomembno, da omenjena področja povezuje z razlago kako lahko ločeni sistemi funkcionirajo tudi kot celote. Kontrolna teorija razdrobi sisteme na njihove specifične dele in se ukvarja s preučevanjem odnosov in povezav med različnimi deli. Potrebno pa je združiti koncept povezan s strojništvom s konceptom povezanim s človekom, da bi kontrolno teorijo lahko aplicirali tudi na človeško vedenje.

## Aplikacija na fizični sistem

### Povratna zanka
Povratna zanka je temeljni element akcije . V svoji najbolj enostavni obliki zajema štiri glavne elemente: senzorje, referenčne standarde, komparatorje in efektorje. Učinkovit način, da razumemo povratno zanko je, da si komponente predstavljamo kot elemente termostata, ki upravlja temperaturo v sobi.
Senzor (termostat): senzor zazna trenutno okolje (npr. temperaturo v sobi). Senzorji lahko vključujejo katerekoli individualne občutke kot so sluh in vid. Ravno tako pa lahko k tej komponenti vključimo tudi kognitivne vhode (mentalno ocenjevanje abstraktnega principa kot je npr. ocena na izpitu). Senzorji so tisti, ki omogočajo povratni zanki gibanje.
Referenčni standard (želena temperatura nastavljena na termostatu): referenčni standardi predstavljajo postavljeni cilj ali neko merilo (želena temperatura). Ta cilj lahko primerjamo tudi s senzorji (trenutna sobna temperatura) z uporabo komparatorja.
Komparator (primerjalni mehanizem): gre za mehanizem, ki ga uporabljajo z namenom primerjave trenutnega okolja (sobne temperature) s ciljem ali referenčnim standardom (želena temperatura).
Efektor (kotel ali klimatska naprava): če komparator zazna neskladje med trenutnim okoljem in referenčnimi standardi, je izzvan, da zmanjša nastalo razliko (npr, ko je sobna temperatura previsoka, se lahko kotel izklopi in neha ogrevati zrak dokler se temperatura ne zniža. Če je temperatura zelo nad želeno temperaturo, se lahko aktivira tudi klimatska naprava, da zniža temperaturo hitreje in bolj učinkovito).
Umiritev: Umiritev je stanje ravnovesja. Stanje je doseženo, ko prizadevanja posameznika dosežejo ujemanje s postavljenimi cilji. Drugače povedano, ko senzorji zaznajo delovanja v smeri referenčnih standardov v fazi primerjave, aktivacija efektorja ni več potrebna. Posameznik lahko preprosto ohranja stanje trenutnega delovanja, da bi ohranil želeno stopnjo. V pogojih kjer senzorji nikoli ne dosežejo referenčnih standardov, bo nadaljnja akcija efektorja potrebna. V tem primeru umiritve ne bo možno doseči. Tako mora posameznik bodisi dolgotrajno vztrajati pri spremembi vedenja v smer cilja, bodisi spremeniti sam cilj v bolj razumno smer, da lahko doseže raven umiritve.

### Odprta nasproti zaprti zanki

#### Odprta zanka
Odprta zanka kontrolnega sistema nima povratne informacije in zahteva vnos, da se lahko vrne na ničlo, preden se izhodni signal vrne na ničlo. To rezultira v tem, da nadzornik ne more nadomestiti sprememb, ki bi se lahko pojavile.  Odprti sistem uporablja le trenutno stanje sistema.
Primer: računalniško voden namakalniški sistem je programiran, da začne in konča v določenih časovnih obdobjih v dnevu. Brizgalni sistem se ne prilagaja drugim elementom in deluje tako v soncu kot dežju.

#### Zaprta zanka
Zaprta zanka kontrolnega sistema je samonastavljiva. Podatki ne tečejo samo v eno smer, pač pa tudi nazaj in naprej, kar dovoljuje razne popravke, ki jih je treba izvesti. Senzor nadzoruje izhodni signal in pošlje informacijo (zbrane podatke) do krmilnika. To prilagaja kontrolo, glavni nadzor, da prejme želeni izhod.
Primer: Tudi tukaj lahko kot primer navedemo računalniško voden namakalni sistem, vendar z nekaj spremembami. Prilagoditve v tem primeru bi bile dodajanje vremenskih postaj in terenskih senzorjev, ki bi kontrolirali vreme, odvisno tudi od potrebe za določeno področje. V tej zaprti zanki kontrolnega sistema bi količina padavin sprožila terenske senzorje, ki bi poslali signal vremenski postaji, ta pa bi sporočila računalniku, da je bila prejeta neka količina padavin in tako računalnik ne bi vklopil sistema.

## Aplikacija na človeško vedenje
Pri človeškem kontrolnem sistemu je povratna zanka precej več kot le zaznavanje določenega neskladja med pričakovano in dejansko vrednostjo. Človeški cilji namreč niso točno opredeljeni in tudi alternativ za reduciranje neskladja je več. Kljub večji kompleksnosti človeški kontrolni sistem deluje na podoben način: uporablja povratne informacije, da bi zagotovil doseganje ciljev. Drugače lahko delovanje povratne zanke ponazorimo tudi s primerom delavca, ki se uči od svojega nadrejenega. Nadrejeni v tem primeru v povezavi z mehanskim modelom predstavlja vhod za senzor. Referenčni standard delavca je, da mora proizvesti 10 proizvodov na uro. Delavec nato oceni svojo trenutno proizvodnjo in ugotovi, da je proizvedel le 5 proizvodov (primerjava). Delavec bo nato prilagodil svoj delovni ritem in delal hitreje ali si vzel manj odmorov, da bi proizvedel dodatne proizvode (efektor) in tako dosegel cilj 10 proizvodov (umiritev).
Posameznik, ki sprejme informacije o svojem vedenju, delovanju (npr. prepočasno delo v prejšnjem primeru), nato naredi spremembe, ki temeljijo na teh informacijah (enako kot termostat sprejme informacijo o temperaturi in se prilagodi). Posledično posameznik spremeni svoje vedenje, ta proces pa imenujemo samoregulacija. Delavec se lahko v primeru neprijetne, negativne informacije počuti zavrnjenega ali depresivnega, kar predstavlja edino razliko v primerjavi s termostatom (termostat se ne počuti zavrnjenega ali depresivnega kadar temperatura v prostoru pade pod želeno, enostavno se odzove glede na svoje nastavitve). Za delovanje na delovnem mestu pa ni značilna le ena povratna zanka pač pa gre za sistem več, hierarhično povezanih povratnih zank. Posameznik prejema povratne informacije o izvedbi, sposobnostih in pričakovanjih organizacije in kot rezultat spreminja svoje vedenje, izkusi drugačne emocije in lahko celo spremeni svojo podobo o sebi. (npr. lahko postane bolj ali manj samozavesten).
Pri uporabi teorije na človeku je pomembno, da ima kontrolna teorija tako kognitivni kot emotivni vidik. Kognitivni vidiki teorije vključujejo prenos informacij in njihovo procesiranje v različnih delih povratne zanke in primerjavo teh informacij s cilji. Emotivni vidik teorije pa vključuje ovrednotenje vedenja skozi povratno zanko. Torej, če posameznik za dosego ciljev dobi pohvalo v procesu povratne informacije, bo povečini občutil ponos ali veselje, v primeru, da dobi negativno povratno informacijo, pa bo občutil sram.

## Aplikacija na delovnem mestu
Kontrolna teorija kaže več aplikacij na delovnem mestu. Da bi povečali učinkovitost zaposlenih, morajo menedžerji zagotoviti, da imajo zaposleni specifične in zahtevne cilje, ki rezultirajo v boljših rezultatih kot nejasnih ciljih. Dvoumni cilji, kot so »naredi najbolje« ali »bolj se potrudi«, ne dajejo dobrega primerjalnega standarda in neposredne povratne informacije. Brez specifičnega standarda in jasne povratne informacije zaposleni ne bo sposoben prepoznati napak in se tako ne bo trudil v smeri spremembe vedenja, kar bi izboljšalo njegovo učinkovitost.
Nekateri avtorji predpostavljajo, da je nadzor na delovnem mestu mogoče analizirati kot nadzorni sistem, ki ga sestavljajo nadrejeni in podrejeni. Elementi, ki sestavljajo nadzorni sistem pa neprestano iščejo povratne informacije, zato je kontrolno teorijo možno aplicirati na različna področja ocenjevanja, tedenskih pregledov in skupinskih sestankov.
Kontrolno teorijo lahko na delovnem mestu uporabimo tudi pri kontroli mehanizmov kot so socialna kontrola, socialna klima in kulturne spremembe. Uporabna je tudi pri upravljanju s človeškimi viri, pri čemer se kontrola začetnega in končnega vedenja uporablja z namenom vpliva na delovno uspešnost. Pomembna prednost pri kontroli želenega vedenja je, da predvideva nižjo raven obravnave, kljub temu pa še vedno omogoča spodbudo, ki izboljša delodajalca. Ravno tako pa zahteva nižji napor zaposlenega, da spremeni svoje vedenje in sodeluje v aktivnostih, ne da bi se znašel v nevarnosti. Omenjena kontrola pa na kakovost dela vpliva skozi trening. Potrebno je, da smo previdni pri izvajanju kadrovskih in izobraževalnih sej, saj lahko tako preprečimo nastajanje nepravilnosti.

## Druge oblike kontrolne teorije

### Integrativna kontrolna teorija
Ena izmed drugih oblik kontrolne teorije je integrativna kontrolna teorija. Klein pojasnjuje, da integrativna kontrolna teorija dodaja kognitivne procese med komparatorjem in efektorjem. Ravno ta komunikacija pa kaže na to, da delež senzorjev, standardov ali efektorjev v človeku ni določen. Cilji so v tej teoriji ekvivaletni referenčnim standardom, komparator ostaja enak, vedenje predstavlja efektor in povratna informacija senzor.

### Zaznavna kontrolna teorija
Poznamo tudi zaznavno kontrolno teorijo (Perceptual Control Theory, PCT) na kateri temelji tudi GAP-ACT modelu. Omenjena teorija temelji na zaprti povratni zanki, ki združuje bazično kontrolno teorijo in integrativno kontrolno teorijo. V tej teoriji gre ta to, da organizem generira akcijo, ki vpliva na okolje okoli njih. Gre za poskus, ki ustvarja ali spreminja izkušnje v smeri zaželenih s strani organizma. Ta model pa je zanimiv tudi zaradi tega, ker upošteva dodaten vidik, ki ga druge teorije kontrolne teorije ne upoštevajo. Upravljanje igra namreč več vlog v krogih tega modela in tako vključuje tako pomoč pri določanju ciljev, dodeljevanju sredstev, določanju prioritet kot tudi pri spremljanju dosežkov in celotnega vpliva izvedbe.

### Teorija izbire
Med sodobnimi teorijami o delovni motivaciji moramo izpostaviti Glasserjevo teorijo izbire. Uporabna je na mnogih področjih človekovega delovanja in tudi v delovnih organizacijah. Ena izmed premis teorije izbire je ta, da imajo ljudje šest bazičnih internih potreb:
1. Potreba po preživetju
2. Potreba po moči
3. Potreba po pripadnosti in sprejetju pri drugih
4. Potreba po pomembnosti
5. Potreba po svobodi in neodvisnosti
6. Potreba po zabavi

Omenjene temeljne potrebe so genetsko prirojene, vendar niso razporejeno hierarhično kot pri Maslowovi hierarhiji potreb.  Kljub temu da imamo vsi teh šest notranjih potreb pa so nekatere potrebe bolj pomembne kot druge. To naredi kontrolno teorijo veljavno za večino ljudi, celo bolj veljavno kot je teorija postavljanja ciljev. Vsi ljudje imamo voljo do preživetja (drugače se ne bi borili, da dosežemo površino bazena, ko ostanemo brez sape) in v današnji družbi imamo vsi potrebo po svobodi in neodvisnosti. Teh šest potreb ne poudarja kako različni smo si, ampak kako podobni smo si med seboj.

## Prednosti in pomanjkljivosti

### Prednosti
Kontrolna teorija je zelo preprosta za uporabo na delovnem mestu, saj ima razmeroma preprost koncept o tem kako povratna informacija vpliva na cilje zaposlenih. Zaposleni iščejo povratno informacijo za svoje delovanje. Če so cilji in povratna informacija pozitivni, potem lahko pride do preprostega in smiselnega zaključka.
Kontrolna teorija je podobna teoriji postavljanja ciljev, ki je ena izmed najbolj priljubljenih in uporabljenih teorij motivacije v današnjem času na delovnem mestu. Obe teoriji opredeljujeta, da se naši cilji in vedenje lahko prilagodijo na podlagi izkušenj in tudi izoblikujejo našo motivacijo. To lahko okrepi posameznikovo stopnjo usposobljenosti in je lahko zelo koristno tako za zaposlenega kot za delodajalca. Ravno tako pa obe teoriji predpostavljata, da bodo posamezniki uporabili postavljene cilje, da bi motivirali sami sebe in lažje dosegli cilje. Redki pa so posamezniki, ki delujejo v smeri doseganja enega in neodvisnega cilja. Življenje pogosto od nas zahteva doseganje več ciljev v istem časovnem obdobju. Za dosego vsakega končnega cilja moramo na poti doseči več podciljev in razne druge spremembe v vedenju, da bi uspešno zmanjšali neskladje kontrolne zanke. To pa nam omogočajo številčne in hierarhično povezane kontrolne zanke, kar posamezniku pomaga tudi pri zmanjševanju neskladij.
Prednost kontrolne teorije je tudi ta, da vsebuje kognitivni element, ki omogoča oblikovanje ciljev in emotivni element, ki vodi do želenega vedenja.

### Pomanjkljivosti
Dejstvo, da ljudje iščejo povratne informacije o njihovi aktivnosti, je lahko tudi slabost. Če je povratna informacija negativna, je posameznikov odziv malodušen. To pa bi vplivalo tudi na zmanjšanje motivacije in produktivnosti, lahko pa prihaja tudi do opustitve ciljev. Ena izmed glavnih slabosti tudi ta, da je teorija kulturno pristranska, saj poskuša razgraditi tako posameznika kot skupine na podsisteme. Posledično se na delovnem mestu pojavlja skrb, da bi se ljudje z različnimi prepričanji lahko uprli tovrstni raznolikosti.  V mnogih delih sveta je popolnoma normalno, da so ljudje različnega spola, vere in razreda segregirani in ne verjamejo, da si vsi ljudje zaslužijo enako obravnavo in spoštovanje. Enako so menili tudi Locke, Latham in Bandura, ki dodajajo še, da je kontrolna teorija daleč preveč mehanska, da bi jo lahko aplicirali na ljudi. Teorija ne upošteva, da ljudje niso mehanski predmeti in lahko določen cilj nadomestijo z drugimi ali pa pri nadrejenemu izpogojuje lažji cilj. Ravno tako pa nedoseganje cilja vpliva na vsa vmesna stanja. Zato ima teorija precejšen odpor med teoretiki, ki so jo pregledovali. V različnih organizacijah je bilo izvedenih tudi nekaj raziskav, ki so ugotovile, da kontrolna teorija ni primerna za ocenjevanje procesa podajanja povratnih informacij med nadrejenimi in podrejenimi. Kot omenjanjata Carver in Schreier je ena izmed pomanjkljivosti tudi ta, da zanemarja emocije, kar sta poskušala popraviti, vendar pri nista bila preveč uspešna.
Kontrolna teorija ponuja več raznolikih pogledov na človekovo vedenje in motivacijo kot drugi konstrukti motivacije. Vendar pa je ne zanima, zakaj se zaposleni obnašajo v določeni smeri. Raje kot to se osredotoča na pojasnjevanje, zakaj se ljudje ne obnašajo na določen način. Z drugimi besedami, zakaj se ljudje večino časa obnašajo v socialno zaželeni smeri. Glavna tema kontrolne teorije je torej delovanje in razmišljanje. Pojasnjuje tudi, da zunanji dogodki ne morejo nadzorovati posameznika, da nič, kar storimo ni posledica delovanja izven nas. Teorije, ki obravnavajo naše delovanje, vedenje kot povzročeno z zunanjimi dejavniki, obravnavajo človeka kot napravo, neživeči organizem. Tako ne upoštevajo človekove volje in odgovornosti.